# Ritter Gluck
Ritter Gluck. Eine Erinnerung aus dem Jahre 1809 ist eine Erzählung von E. T. A. Hoffmann, die zunächst am 15. Februar 1809 in der Allgemeinen musikalischen Zeitung erschien und in Band 1 der Fantasiestücke in Callot’s Manier, erschienen 1814 in Bamberg, aufgenommen wurde.
Der 1787 verstorbene Komponist Christoph Willibald Gluck gibt dem Ich-Erzähler im Herbst 1809 eine ganz private Vorstellung.

## Inhalt
Der epische Ich-Erzähler begegnete in Berlin einst einer seltsamen Person. Während beide im Tiergarten einem Trio beim Spielen eines Walzers zuhören, kommen sie langsam ins Gespräch. Es stellt sich heraus, dass der Fremde ein begabter Komponist ist und voller Leidenschaft steckt. Beide Herren schätzen und kennen das Opernwerk von Mozart und Gluck, bedauern jedoch die Aufführungspraxis dieser Werke in Berlin. Als der Fremde verschwindet, bricht der Kontakt zwischen den beiden ab.
Einige Monate später, während die Oper Armida aufgeführt wird, treffen die Herren sich zufällig wieder. Weil beide mit der Darbietung zutiefst unzufrieden sind, beschließt der Unbekannte, dem Ich-Erzähler das Stück richtig vorzuspielen: Der Fremde führt ihn in seine Behausung, setzt sich ans Klavier und spielt. Die Seiten des Notenheftes, die der verblüffte Erzähler als Handlanger des Virtuosen umblättern soll, sind jedoch leer. Dann singt der begnadete Musiker die Schlussszene der Oper. Das gesamte Erlebnis befremdet den Erzähler; er muss allerdings zugeben, dass Gluck von dem Fremden so interpretiert wurde, wie er interpretiert werden sollte. Als Höhepunkt der Kurzgeschichte erweist sich die Enthüllung der Identität des geheimnisvollen Fremden: Der skurrile Musiker stellt sich dem Erzähler vor: Ich bin der Ritter Gluck!

## Rezeption
Gluck war bereits 1787 gestorben und somit 1809 seit über 20 Jahren tot. Infolgedessen gibt es Streit darüber, ob Hoffmann eine phantastische Erzählung intendierte oder dem Leser einen Wahnsinnigen in Gestalt des wunderlichen Fremden vorstellen wollte. Der Literaturwissenschaftlicher Gerhard Schulz ist der Ansicht, dass Hoffmann diese Frage offen lässt. Rüdiger Safranski, ebenfalls Literaturwissenschaftler, beschäftigte sich ausführlicher mit dem Thema und geht unter anderem auf Hoffmanns prekäre Situation in Bamberg ein. Als Resultat ergibt sich, dass beide Antworten möglich sind. Anhand von Zitaten ordnet er das dichte Nebeneinanderstellen von möglichst Konkretem, Wirklichem einerseits und Phantastischem andererseits als erklärte Autorenabsicht ein. Außerdem erzeugt nach Safranski der Autor mit allen möglichen Mitteln einen quasi phantastischen Erzählraum, indem er z. B. am Anfang der Erzählung vom Berliner Herbst 1809 berichtet, wo doch die Veröffentlichung bereits im Februar desselben Jahres erfolgte.
Detlev Kremer kommt anhand der Dimension des Phantastischen und der „zerstreute[n] Identität“ zu dem Schluss, dass Hoffmann den Text  als Allegorie auf das eigene Schreiben angelegt habe. Demnach sei fast alles möglich: Sein Ritter Gluck sei Christoph Willibald Gluck und er sei es nicht. Dies heiße, dass in jenem wirklichkeitsfremden erzählerischen Raum, den Hoffmann aufspanne, chronologische Betrachtungen höchstens eine untergeordnete Rolle spielten. Arno Meteling bricht die Zeit-Perturbation darauf herunter, dass Ritter Gluck, „an der Zeit erkrankt“, „an seiner Ungleichzeitigkeit“ leide.
Herbert Heckmann setzt sich unter anderen mit solchen Themen wie dem „Künstler in der Gesellschaft zu Anfang des 19. Jahrhunderts“, dem Autor als Musiker sowie der psychiatrischen Komponente des Textes auseinander.